# Álvaro Gutiérrez
Álvaro Gutiérrez, vollständiger Name Álvaro Gutiérrez Felscher, (* 21. Juli 1968 in Montevideo) ist ein ehemaliger uruguayischer Fußballspieler und -trainer.

## Karriere

### Verein
Der je nach Quellenlage 1,78 Meter oder 1,90 Meter große Mittelfeldakteur Gutiérrez begann seine Profi-Karriere 1987 beim Club Atlético Bella Vista in der Primera División. Dort spielte er bis 1991 und gehörte somit dem Team 1990 beim Gewinn der ersten uruguayischen Meisterschaft in der Vereinsgeschichte an. In jenem Jahr wechselte er innerhalb Montevideos zu Peñarol. Bei den Aurinegros gehörte er auch 1992 zum Kader. Sodann ist von 1992 bis 1995 eine Karrierestation bei Nacional Montevideo verzeichnet. Es folgte ein Wechsel nach Europa. In Spanien war er in den Spielzeiten 1995/96, 1996/97 und 1997/98 für Real Valladolid aktiv, absolvierte 66 Ligaspiele in der spanischen Primera División und schoss ein Tor. In der Saison 1997/98 lief er jedoch in der ersten Jahreshälfte 1998 auch neunmal für den Zweitligisten Rayo Vallecano auf (kein Tor). In der Spielzeit 1998/99 kehrte er zu Real Valladolid zurück, wurde jedoch nur einmal im Pokal am 3. Februar 1999 eingesetzt und bestritt am 30. Mai 1999 gegen Betis Sevilla sein einziges Ligaspiel. 1999 gehörte er erneut dem Kader Bella Vistas an. 2000 stand er mindestens in der Apertura im Kader des uruguayischen Erstligisten Liverpool Montevideo. In der Saison 2000/01 stehen für ihn vom 3. September 2000 bis zum 17. Dezember 2000 zehn Zweitligaspiele beim spanischen Klub Sporting Gijón zu Buche.

### Nationalmannschaft
Gutiérrez war Mitglied der A-Nationalmannschaft Uruguays, für die er von seinem Debüt am 7. Mai 1991 bis zu seinem letzten Einsatz am 20. August 1997 nach Angaben der RSSSF 38 Länderspiele absolvierte. Er erzielte dabei ein Länderspieltor. Gutiérrez gehörte dem Kader der Celeste bei der Copa América 1991 in Chile, 1993 in Ecuador und 1995 im heimischen Uruguay an. 1995 gewann er mit der Mannschaft das Turnier.

## Erfolge als Spieler
- Copa América: 1995
- Uruguayischer Meister: 1990

## Trainerlaufbahn
Nach seiner aktiven Karriere war Gutiérrez auch als Trainer tätig. So betreute er mindestens Anfang 2006 die Rampla Juniors und in der Spielzeit 2007/08 den Zweitligisten Club Atlético Rentistas. Gutiérrez wirkte mindestens im Jahr 2014 als Trainer der Mannschaft Nacional Montevideos in der Tercera División. Nach dem Rücktritt Gerardo Pelussos übernahm er zunächst interimsweise ab dem 28. April 2014 die Cheftrainerrolle der Profimannschaft bis zum Ende der Clausura 2014. Auch über das Saisonende hinaus nahm er dann in der nachfolgenden Saison 2014/15 die Aufgabe des Cheftrainers wahr und wurde mit der Mannschaft Uruguayischer Meister. Ende Juni 2015 verließ er Nacional und unterzeichnete einen Vertrag als Trainer über zwei Spielzeiten beim saudi-arabischen Klub al-Shabab. Nach der 0:4-Niederlage gegen Al Hilal im Halbfinale des Kronprinzenpokals und sechs Niederlagen aus den letzten sieben Spielen wurde er Anfang Januar 2016 nach einer Gesamtbilanz von zehn Siegen, drei Unentschieden und sechs Niederlagen beim saudischen Klub entlassen.

## Erfolge als Trainer
- Uruguayischer Meister: 2014/15